# BlueCo
BlueCo est un consortium de football fondé en 2022 dans le but de racheter le club anglais du Chelsea FC à Roman Abramovitch. En 2023, BlueCo devient actionnaire unique du RC Strasbourg, il se présente alors comme une multipropriété.

## Histoire

### Contexte
Début 2022, Roman Abramovitch, alors propriétaire de Chelsea, fait partie des oligarques sanctionnés par le Royaume-Uni dans le cadre de l'invasion de l'Ukraine par la Russie, notamment par un gel de ses avoirs et par une interdiction de voyager. La Premier League le disqualifie de ses fonctions de président, ses finances sont gelées à partir du 10 mars 2022 et deux sponsors importants (Three et Hyundai) rompent leurs contrats : Roman Abramovitch est alors dans l'obligation de vendre le club afin que celui-ci puisse poursuivre ses activités financières (vente de tickets, merchandising, transferts, etc.).

### Achat de Chelsea

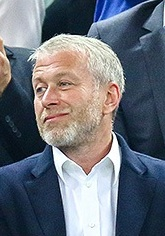
Roman Abramovitch en 2019.

Le consortium BlueCo est fondé en mai 2022 et l'achat de Chelsea est effectué le 30 mai, après validation du gouvernement britannique et de la ligue anglaise de football,. BlueCo est dirigé par Todd Boehly (PDG d'Eldridge), Clearlake Capital, Mark Walter (PDG de Guggenheim Capital (en)) et Hansjörg Wyss (Fondation Wyss),. La transaction est estimée à 4,25 milliard de livres sterlings, et sur l'investissement total réalisé, 2,5 milliards de livres sterlings sont utilisés pour acheter les actions du club. D'après Roman Abramovitch, les bénéfices qu'il touchera seront intégralement reversés à des causes caritatives, notamment aux victimes de la guerre en Ukraine,. BlueCo investit également 1,75 milliard de livres sterlings au profit du club, ce qui comprend notamment des investissements dans le stade de Stamford Bridge ainsi que dans l'équipe féminine et son stade de Kingsmeadow.

### Actionnaire majoritaire de Strasbourg
| \| Chelsea Strasbourg \| Localisation des deux clubs. |
| Chelsea Strasbourg                                    |

En juin 2023, BlueCo devient actionnaire majoritaire du club français du Racing Club de Strasbourg. BlueCo annonce alors contribuer sur le plan financier mais également sur le plan des ressources avec des « possibilités de collaboration ». Cet investissement, évalué à 75 millions d'euros, marque pour BlueCo la première étape dans la construction d’un modèle en multipropriété ; et pour le club strasbourgeois une étape nécessaire pour « franchir une étape »,. Marc Keller reste cependant président du club.
En 2024, les ultras du club strasbourgeois manifestent contre BlueCo, réclamant notamment leur indépendance. La même année, BlueCo annonce 764 000 000 € de pertes de la période allant du 2 mars 2022 au 30 juin 2023.